# 池田勝正
池田勝正（1539年／1530年—1578年?），日本戰國時代至安土桃山時代的武將、大名。攝津池田氏當主。

## 生平
永祿6年（1563年），因為池田氏當主池田長正死去，以攝津池田家惣領的身份繼任家督（雖然不是長正的兒子，不過因為文武優秀而成為池田家當主。另一説則指是長正的嫡男，而知正等人是弟弟）。在這段時期，池田氏是三好氏的盟友，不過因為三好長慶在翌年（1564年）死去，三好氏開始弱化。此時，與三好三人眾結盟，並與松永久秀戰鬥（東大寺大佛殿之戰）。
永祿11年（1568年），在織田信長擁立足利義昭並上洛後，三人眾逃亡，久秀和攝津其他豪族降伏。此時雖然抵抗信長，不過在信長壓倒性的軍事力前，被迫降服。不過能力得到信長承認，於是沒有被追究抵抗的責任，更加增領地至6萬石（『織田武鑑』）。信長在此時把攝津的有力豪族池田氏等置於臣下，以支配攝津。於是與伊丹親興、和田惟政一同被信長任命支配攝津，被稱為「攝津三守護」。另外，受室町幕府（一說是因為信長的關係）任命為攝津守護，以伊丹親興、和田惟政為配下，管治攝津。
永祿12年（1569年），在三人眾發起本圀寺之變中，率軍前往救援，與細川藤孝和三好義繼一同在桂川與三人眾戰鬥，單騎向敵陣衝擊，為勝利作出貢献而立下功績。此後，協助信長平定但馬國和播磨國，以及征討浦上宗景。元龜元年（1570年），在金崎之戰中，跟隨明智光秀和木下秀吉等人率領的殿軍，令信長成功逃走，立下功績。
同年6月，家臣荒木村重（因為迎娶池田長正的女兒，所以屬於一族眾）和同族的池田知正（長正的嫡男）受三人眾誘惑而投向三好家，此時從池田城中被流放。根據『言繼卿記』、『細川兩家記』中記載，與同族不和，在同年6月19日，殺死池田豐後守、池田周防守後，出奔到大坂，而家中的人與三人眾連結。26日，勝正跟隨三好義繼上洛，並拜謁足利義昭。
此後，為了壓制投向三人眾的村重等人，被信長任命為原田城城主，並與細川藤孝等人一同在各地轉戰。不過在信長和足利義昭決裂後，投向幕府方。因此，被成為信長家臣的村重從原田城中流放到高野山，後來返回池田並隱居。之後的經歷有諸種説法，一說是在諸國旅行並前往九州；仕於細川藤孝、有馬則賴。在『永祿以來年代記』中記載，天正2年（1574年）4月2日，（在日語中與「勝正」同音）幫助本願寺。根據『池田氏家譜集成』中所收的系圖，卒年是天正6年（1578年）。

## 逸話
- 傳教士路易士·佛洛伊斯（日语：ルイス・フロイス）所寫的『佛洛伊斯日本史（日语：フロイス日本史）』中，永祿7年（1564年）期間的事，「池田家在天下中有著高名，簡而言之，在五畿內亦很卓越，能把裝備整齊的一萬軍兵送到戰場」（池田家は天下に高名であり、要すればいつでも五畿内においてもっとも卓越し、もっとも装備が整った一万の軍兵を戦場に送り出す事ができた）等（池田家從室町時代因為支配領地和金融政策成功，因此富有）。

- 在金崎之戰中，以3千士兵和許多鐵砲參戰，擔當主力令撤退成功。

- 一說指在桂川的戰鬥中，曾在敵前逃亡，不過因為戰況不明，而且在戰後沒有受信長處罰等，缺乏可信性。

- 有史料記載名字為「勝政」，不過在當時的資料中，是以「勝正」為署名和記載，因此應是誤記。

## 外部連結
- 武家家伝＿摂津池田氏 （页面存档备份，存于）